# SN 2010co
SN 2010co – supernowa typu II-P odkryta 6 maja 2010 roku w galaktyce NGC 6862. W momencie odkrycia miała maksymalną jasność 16,10m.